# 密刚毛菝葜
密刚毛菝葜（学名：Smilax setiramula）为百合科菝葜属下的一个种。

## 扩展阅读
- 維基物種上的相關：密刚毛菝葜